# Исландское имя
Исла́ндское и́мя обычно состоит из личного имени (исл. eiginnafn) и отчества (патронима, föðurnafn).
Имя в Исландии регламентировано Законом об именах, за соблюдением которого следит специальная комиссия при Министерстве юстиции. Согласно первой статье закона, «полное имя человека представляет собой его личное имя или личные имена, среднее имя (millinafn), если таковое имеется, и опознавательное имя (kenninafn). Личные имена и среднее имя должны в совокупности составлять не более трёх».

## Особенности
Особенностью традиционных исландских имён является употребление (помимо собственно имени) отчества и крайне редкое употребление фамилий.
Большинство исландцев (а также иностранцы, получившие в последние годы исландское гражданство) имеет только имя и отчество (подобная практика существовала прежде и в скандинавских странах). В обращении и при упоминании человека употребляется только имя, независимо от того, обращается ли говорящий к данному лицу на «вы» или на «ты». Отчество представляет собой сложную конструкцию, состоящую из имени отца в родительном падеже и слов «сын» (исл. son, русский аналог «-вич») — для мужчин — или «дочь» (исл. dóttir, русский аналог «-вна») — для женщин. Например, Лейф Эрикссон (исл. Leifur Eiriksson), Снорри Стурлусон (исл. Snorri Sturluson), Ингибьёрг Стефаунсдоуттир (исл. Ingibjörg Stefánsdóttir), Бьорк Гвюдмюндсдоуттир (Björk Guðmundsdóttir).
Иногда вместо патронима используется матроним — форма, производная от имени матери. Например, Хейдар Хельгюсон (сын Хельги), Вигдис Хельгюдоуттир (дочь Хельги). Чаще всего матроним вместо патронима используется в результате желания матери (или самого ребёнка) дистанцироваться от отца. Реже матронимы даются детям из стилистических побуждений, для более благозвучного сочетания обеих частей имени. В некоторых случаях используется комбинация матронима и патронима, например, Дагюр Бергтоурюсон Эггертссон (Dagur Bergþóruson Eggertsson), мэр Рейкьявика.
В случаях, когда можно спутать двух полных тёзок по имени и отчеству, применяется отчество второго порядка (по имени деда). Например, Йоун Тоурссон Бьярнарсонар (Jón Þórsson Bjarnarsonar) — Йоун, сын Тоура, сына Бьярни. Такая конструкция весьма обычна в сагах, хотя в настоящее время встречается редко (чаще используется среднее имя).
При издании телефонных справочников сортировка происходит в алфавитном порядке по именам, а не по отчествам и не по несуществующим фамилиям.
Имена для новорождённых в Исландии необходимо выбирать только из утверждённого государственным комитетом списка. К примеру, в 2019 году были отклонены такие имена, как Карлсберг, Дански, Нэша, Джави и Наньор.

## Фамилии
Фамилии имеет лишь очень небольшое число исландцев. Чаще всего фамилии исландцев наследуются от родителей иностранного происхождения. Примерами известных исландцев, имеющих фамилии, могут служить футболист Эйдур Гудьонсен, актёр и режиссёр Балтазар Кормакур, актриса Анита Брием, певица Эмилиана Торрини, премьер-министр Гейр Хаарде. Имеющие фамилии нередко вставляют между именем и фамилией отчество в сокращённой форме. При вступлении в брак имена супругов не изменяются.
До 1925 года — момента, когда вопрос именования был урегулирован на законодательном уровне — существовала легальная процедура получения исландцами произвольных фамилий. Такой возможностью воспользовался, к примеру, лауреат Нобелевской премии по литературе 1955 года Халлдор Кильян Лакснесс (при рождении Хальтоур Гвюдйоунссон).

## Примеры
| отец мужа: Ингтоур Бьёднссон (Ingþór Björnsson) | отец мужа: Ингтоур Бьёднссон (Ingþór Björnsson) | отец мужа: Ингтоур Бьёднссон (Ingþór Björnsson) | отец мужа: Ингтоур Бьёднссон (Ingþór Björnsson) | отец мужа: Ингтоур Бьёднссон (Ingþór Björnsson) | отец мужа: Ингтоур Бьёднссон (Ingþór Björnsson) |                                              |                                              | мать мужа: Хадльбера Тоурдардоуттир (Hallbera Þórðardóttir) | мать мужа: Хадльбера Тоурдардоуттир (Hallbera Þórðardóttir) | мать мужа: Хадльбера Тоурдардоуттир (Hallbera Þórðardóttir) | мать мужа: Хадльбера Тоурдардоуттир (Hallbera Þórðardóttir) | мать мужа: Хадльбера Тоурдардоуттир (Hallbera Þórðardóttir) | мать мужа: Хадльбера Тоурдардоуттир (Hallbera Þórðardóttir) |  |  | отец жены: Гвюдмюндюр Хадльдоурссон (Guðmundur Halldórsson) | отец жены: Гвюдмюндюр Хадльдоурссон (Guðmundur Halldórsson) | отец жены: Гвюдмюндюр Хадльдоурссон (Guðmundur Halldórsson) | отец жены: Гвюдмюндюр Хадльдоурссон (Guðmundur Halldórsson) | отец жены: Гвюдмюндюр Хадльдоурссон (Guðmundur Halldórsson)    | отец жены: Гвюдмюндюр Хадльдоурссон (Guðmundur Halldórsson)    |                                                                |                                                                | мать жены: Соульвейг Йоунатансдоуттир (Sólveig Jónatansdóttir) | мать жены: Соульвейг Йоунатансдоуттир (Sólveig Jónatansdóttir) | мать жены: Соульвейг Йоунатансдоуттир (Sólveig Jónatansdóttir) | мать жены: Соульвейг Йоунатансдоуттир (Sólveig Jónatansdóttir) | мать жены: Соульвейг Йоунатансдоуттир (Sólveig Jónatansdóttir) | мать жены: Соульвейг Йоунатансдоуттир (Sólveig Jónatansdóttir) |  |  |
| отец мужа: Ингтоур Бьёднссон (Ingþór Björnsson) | отец мужа: Ингтоур Бьёднссон (Ingþór Björnsson) | отец мужа: Ингтоур Бьёднссон (Ingþór Björnsson) | отец мужа: Ингтоур Бьёднссон (Ingþór Björnsson) | отец мужа: Ингтоур Бьёднссон (Ingþór Björnsson) | отец мужа: Ингтоур Бьёднссон (Ingþór Björnsson) |                                              |                                              | мать мужа: Хадльбера Тоурдардоуттир (Hallbera Þórðardóttir) | мать мужа: Хадльбера Тоурдардоуттир (Hallbera Þórðardóttir) | мать мужа: Хадльбера Тоурдардоуттир (Hallbera Þórðardóttir) | мать мужа: Хадльбера Тоурдардоуттир (Hallbera Þórðardóttir) | мать мужа: Хадльбера Тоурдардоуттир (Hallbera Þórðardóttir) | мать мужа: Хадльбера Тоурдардоуттир (Hallbera Þórðardóttir) |  |  | отец жены: Гвюдмюндюр Хадльдоурссон (Guðmundur Halldórsson) | отец жены: Гвюдмюндюр Хадльдоурссон (Guðmundur Halldórsson) | отец жены: Гвюдмюндюр Хадльдоурссон (Guðmundur Halldórsson) | отец жены: Гвюдмюндюр Хадльдоурссон (Guðmundur Halldórsson) | отец жены: Гвюдмюндюр Хадльдоурссон (Guðmundur Halldórsson)    | отец жены: Гвюдмюндюр Хадльдоурссон (Guðmundur Halldórsson)    |                                                                |                                                                | мать жены: Соульвейг Йоунатансдоуттир (Sólveig Jónatansdóttir) | мать жены: Соульвейг Йоунатансдоуттир (Sólveig Jónatansdóttir) | мать жены: Соульвейг Йоунатансдоуттир (Sólveig Jónatansdóttir) | мать жены: Соульвейг Йоунатансдоуттир (Sólveig Jónatansdóttir) | мать жены: Соульвейг Йоунатансдоуттир (Sólveig Jónatansdóttir) | мать жены: Соульвейг Йоунатансдоуттир (Sólveig Jónatansdóttir) |  |  |
|                                                 |                                                 |                                                 |                                                 |                                                 |                                                 |                                              |                                              |                                                             |                                                             |                                                             |                                                             |                                                             |                                                             |  |  |                                                             |                                                             |                                                             |                                                             |                                                                |                                                                |                                                                |                                                                |                                                                |                                                                |                                                                |                                                                |                                                                |                                                                |  |  |
|                                                 |                                                 |                                                 |                                                 | муж: Оулавюр Ингтоурссон (Ólafur Ingþórsson)    | муж: Оулавюр Ингтоурссон (Ólafur Ingþórsson)    | муж: Оулавюр Ингтоурссон (Ólafur Ingþórsson) | муж: Оулавюр Ингтоурссон (Ólafur Ingþórsson) | муж: Оулавюр Ингтоурссон (Ólafur Ingþórsson)                | муж: Оулавюр Ингтоурссон (Ólafur Ingþórsson)                |                                                             |                                                             |                                                             |                                                             |  |  |                                                             |                                                             |                                                             |                                                             | жена: Адальхейдюр Гвюдмюндсдоуттир (Aðalheiður Guðmundsdóttir) | жена: Адальхейдюр Гвюдмюндсдоуттир (Aðalheiður Guðmundsdóttir) | жена: Адальхейдюр Гвюдмюндсдоуттир (Aðalheiður Guðmundsdóttir) | жена: Адальхейдюр Гвюдмюндсдоуттир (Aðalheiður Guðmundsdóttir) | жена: Адальхейдюр Гвюдмюндсдоуттир (Aðalheiður Guðmundsdóttir) | жена: Адальхейдюр Гвюдмюндсдоуттир (Aðalheiður Guðmundsdóttir) |                                                                |                                                                |                                                                |                                                                |  |  |
|                                                 |                                                 |                                                 |                                                 | муж: Оулавюр Ингтоурссон (Ólafur Ingþórsson)    | муж: Оулавюр Ингтоурссон (Ólafur Ingþórsson)    | муж: Оулавюр Ингтоурссон (Ólafur Ingþórsson) | муж: Оулавюр Ингтоурссон (Ólafur Ingþórsson) | муж: Оулавюр Ингтоурссон (Ólafur Ingþórsson)                | муж: Оулавюр Ингтоурссон (Ólafur Ingþórsson)                |                                                             |                                                             |                                                             |                                                             |  |  |                                                             |                                                             |                                                             |                                                             | жена: Адальхейдюр Гвюдмюндсдоуттир (Aðalheiður Guðmundsdóttir) | жена: Адальхейдюр Гвюдмюндсдоуттир (Aðalheiður Guðmundsdóttir) | жена: Адальхейдюр Гвюдмюндсдоуттир (Aðalheiður Guðmundsdóttir) | жена: Адальхейдюр Гвюдмюндсдоуттир (Aðalheiður Guðmundsdóttir) | жена: Адальхейдюр Гвюдмюндсдоуттир (Aðalheiður Guðmundsdóttir) | жена: Адальхейдюр Гвюдмюндсдоуттир (Aðalheiður Guðmundsdóttir) |                                                                |                                                                |                                                                |                                                                |  |  |
|                                                 |                                                 |                                                 |                                                 |                                                 |                                                 |                                              |                                              |                                                             |                                                             |                                                             |                                                             |                                                             |                                                             |  |  |                                                             |                                                             |                                                             |                                                             |                                                                |                                                                |                                                                |                                                                |                                                                |                                                                |                                                                |                                                                |                                                                |                                                                |  |  |
|                                                 |                                                 |                                                 |                                                 |                                                 |                                                 |                                              |                                              |                                                             |                                                             |                                                             |                                                             |                                                             |                                                             |  |  |                                                             |                                                             |                                                             |                                                             |                                                                |                                                                |                                                                |                                                                |                                                                |                                                                |                                                                |                                                                |                                                                |                                                                |  |  |
|                                                 |                                                 |                                                 |                                                 |                                                 |                                                 |                                              |                                              | дочь: Элин Оулавсдоуттир (Elín Ólafsdóttir)                 | дочь: Элин Оулавсдоуттир (Elín Ólafsdóttir)                 | дочь: Элин Оулавсдоуттир (Elín Ólafsdóttir)                 | дочь: Элин Оулавсдоуттир (Elín Ólafsdóttir)                 | дочь: Элин Оулавсдоуттир (Elín Ólafsdóttir)                 | дочь: Элин Оулавсдоуттир (Elín Ólafsdóttir)                 |  |  | сын: Ингтоур Оулавссон (Ingþór Ólafsson)                    | сын: Ингтоур Оулавссон (Ingþór Ólafsson)                    | сын: Ингтоур Оулавссон (Ingþór Ólafsson)                    | сын: Ингтоур Оулавссон (Ingþór Ólafsson)                    | сын: Ингтоур Оулавссон (Ingþór Ólafsson)                       | сын: Ингтоур Оулавссон (Ingþór Ólafsson)                       |                                                                |                                                                |                                                                |                                                                |                                                                |                                                                |                                                                |                                                                |  |  |